# 5074 Goetzoertel
Az 5074 Goetzoertel (ideiglenes jelöléssel 1949 QQ1) a Naprendszer kisbolygóövében található aszteroida. Az Indiana Egyetem fedezte fel 1949. augusztus 24-én.